# Varzy
Varzy est une commune française située dans le département de la Nièvre, en région Bourgogne-Franche-Comté.
Ses habitants sont les Varzycois et les Varzycoises.

## Géographie
Situé dans le Nord de la Nièvre dans le canton de Clamecy, Varzy se trouve à mi-chemin entre Nevers, préfecture de la Nièvre, à 52 km au sud-sud-ouest par la départementale D 977, et Auxerre, préfecture de l'Yonne, à 58 km au nord par la nationale N 151. Clamecy, sous-préfecture pour Varzy, est à 16 kilomètres au nord sur la N 151, et La Charité-sur-Loire à 37 kilomètres au sud-ouest par la même nationale.
L'autoroute la plus proche est la A77 à 40 km à l'ouest (entrée/sortie « Cosne-sud » n° 23). La A6 est à 61 km à l'est (entrée/sortie « Avallon » n° 22). Par transports collectifs quotidiens, chacun peut se rendre à Nevers pour 8 h du matin, comme depuis Nevers, Varzy est accessible à 8 h chaque matin (idem/soir à 18 h-19 h et pour Auxerre pour 9 h).

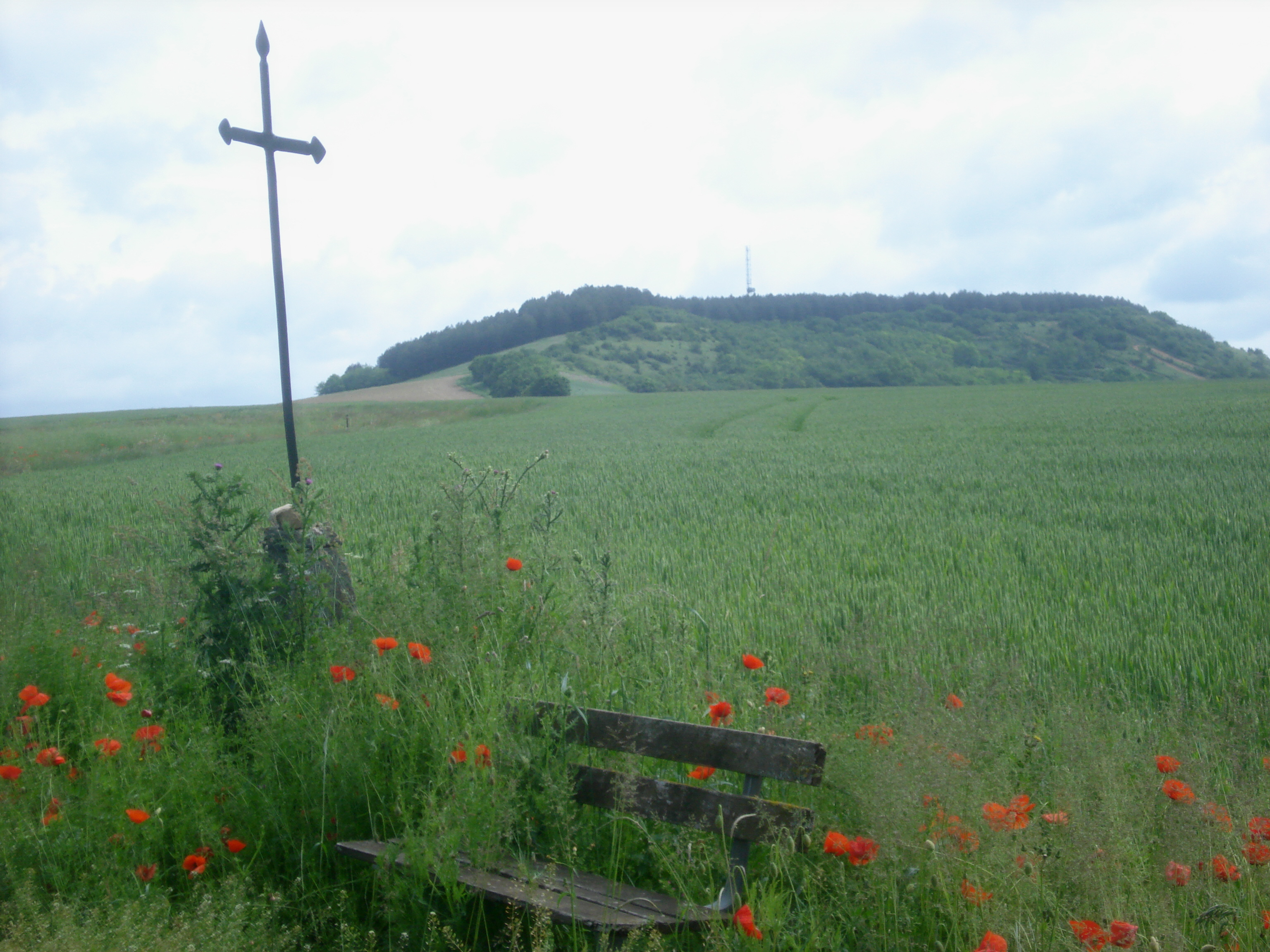
Le mont Charlay à 2,5 km au N-E de Varzy.

Le village est dans la vallée du ruisseau de Cœurs, qui coule ici à 220 m d'altitude. Le ruisseau, creusant dans le calcaire, a laissé en rive gauche une côte escarpée qui, à son plus fort gradient, grimpe de 50 mètres d'altitude sur 160 mètres linéaires, avec à son sommet le hameau de Bordafaux au lieu-dit Beaumont (315 m d'altitude). Côté nord-est du bourg se trouve le mont Châtelet (322 m d'altitude). Plus loin au nord-est, à 2,5 km de Varzy s'élève le mont Charlay (358 m d'altitude), à l'est de la N 151 (à droite dans le sens Varzy - Villiers-le-Sec).
Le Sud-Ouest de la commune est occupé par la forêt de Ronceaux. Le plus gros massif forestier de Varzy est le bois de Saint-Martin au nord-ouest. La forêt communale de Varzy, telle que définie par l'ONF, couvre 850 hectares dont une grande partie hors de la commune.
Le territoire communal compte quatre zones naturelles d'intérêt écologique, faunistique et floristique (ZNIEFF) : 
- la ZNIEFF continentale de type 2 des « Vallée et coteaux boisés de Varzy »[3] ;
- une petite partie de la ZNIEFF continentale de type 2 des « Pelouses calcicoles et falaises des environs de Clamecy »[4] ;
- une petite partie de la ZNIEFF continentale de type 2 des « Massifs forestiers, pelouses et petites vallées au nord du plateau Nivernais », qui concerne 37 communes[5] ;
- la ZNIEFF continentale de type 1 du « Petit et le Grand Montois » concerne uniquement Varzy[6].

La commune est aussi concernée par la zone spéciale de conservation (ZSC) des « Pelouses calcicoles et falaises des environs de Clamecy », un site d'intérêt communautaire (SIC) selon la directive Habitat dont le contour est proche de celui de la ZNIEFF du même nom.

### Géologie
Le sous-sol est essentiellement composé de roches calcaires, marnes et gypses.

### Hydrographie
Le ruisseau de Cœurs traverse du sud au nord le côté ouest de Varzy et devient en aval la Sainte-Eugénie. C'est un affluent du Sauzay et donc un sous-affluent de l'Yonne.

### Climat
Pour des articles plus généraux, voir Climat de la Bourgogne-Franche-Comté et Climat de la Nièvre.
En 2010, le climat de la commune est de type climat océanique dégradé des plaines du Centre et du Nord, selon une étude du Centre national de la recherche scientifique s'appuyant sur une série de données couvrant la période 1971-2000. En 2020, Météo-France publie une typologie des climats de la France métropolitaine dans laquelle la commune est exposée à un climat océanique altéré et est dans la région climatique  Centre et contreforts nord du Massif Central, caractérisée par un air sec en été et un bon ensoleillement. 
Pour la période 1971-2000, la température annuelle moyenne est de 10,9 °C, avec une amplitude thermique annuelle de 16 °C. Le cumul annuel moyen de précipitations est de 860 mm, avec 12,8 jours de précipitations en janvier et 7,9 jours en juillet. Pour la période 1991-2020, la température moyenne annuelle observée sur la station météorologique de Météo-France la plus proche, « Clamecy », sur la commune de Clamecy à 15 km à vol d'oiseau, est de 11,5 °C et le cumul annuel moyen de précipitations est de 707,4 mm. 
La température maximale relevée sur cette station est de 40,7 °C, atteinte le 25 juillet 2019 ; la température minimale est de −14 °C, atteinte le 9 février 2012,,. 
Les paramètres climatiques de la commune ont été estimés pour le milieu du siècle (2041-2070) selon différents scénarios d'émission de gaz à effet de serre à partir des nouvelles projections climatiques de référence DRIAS-2020. Ils sont consultables sur un site dédié publié par Météo-France en novembre 2022.

## Urbanisme

### Typologie
Au 1er janvier 2024, Varzy est catégorisée bourg rural, selon la nouvelle grille communale de densité à sept niveaux définie par l'Insee en 2022.
Elle est située hors unité urbaine. Par ailleurs la commune fait partie de l'aire d'attraction de Clamecy, dont elle est une commune de la couronne,. Cette aire, qui regroupe 45 communes, est catégorisée dans les aires de moins de 50 000 habitants,.

### Occupation des sols
L'occupation des sols de la commune, telle qu'elle ressort de la base de données européenne d’occupation biophysique des sols Corine Land Cover (CLC), est marquée par l'importance des territoires agricoles (61,5 % en 2018), une proportion identique à celle de 1990 (61,5 %). La répartition détaillée en 2018 est la suivante : terres arables (37,1 %), forêts (34,2 %), prairies (19,7 %), zones agricoles hétérogènes (4,7 %), zones urbanisées (2,2 %), milieux à végétation arbustive et/ou herbacée (2,1 %). L'évolution de l’occupation des sols de la commune et de ses infrastructures peut être observée sur les différentes représentations cartographiques du territoire : la carte de Cassini (XVIIIe siècle), la carte d'état-major (1820-1866) et les cartes ou photos aériennes de l'IGN pour la période actuelle (1950 à aujourd'hui).

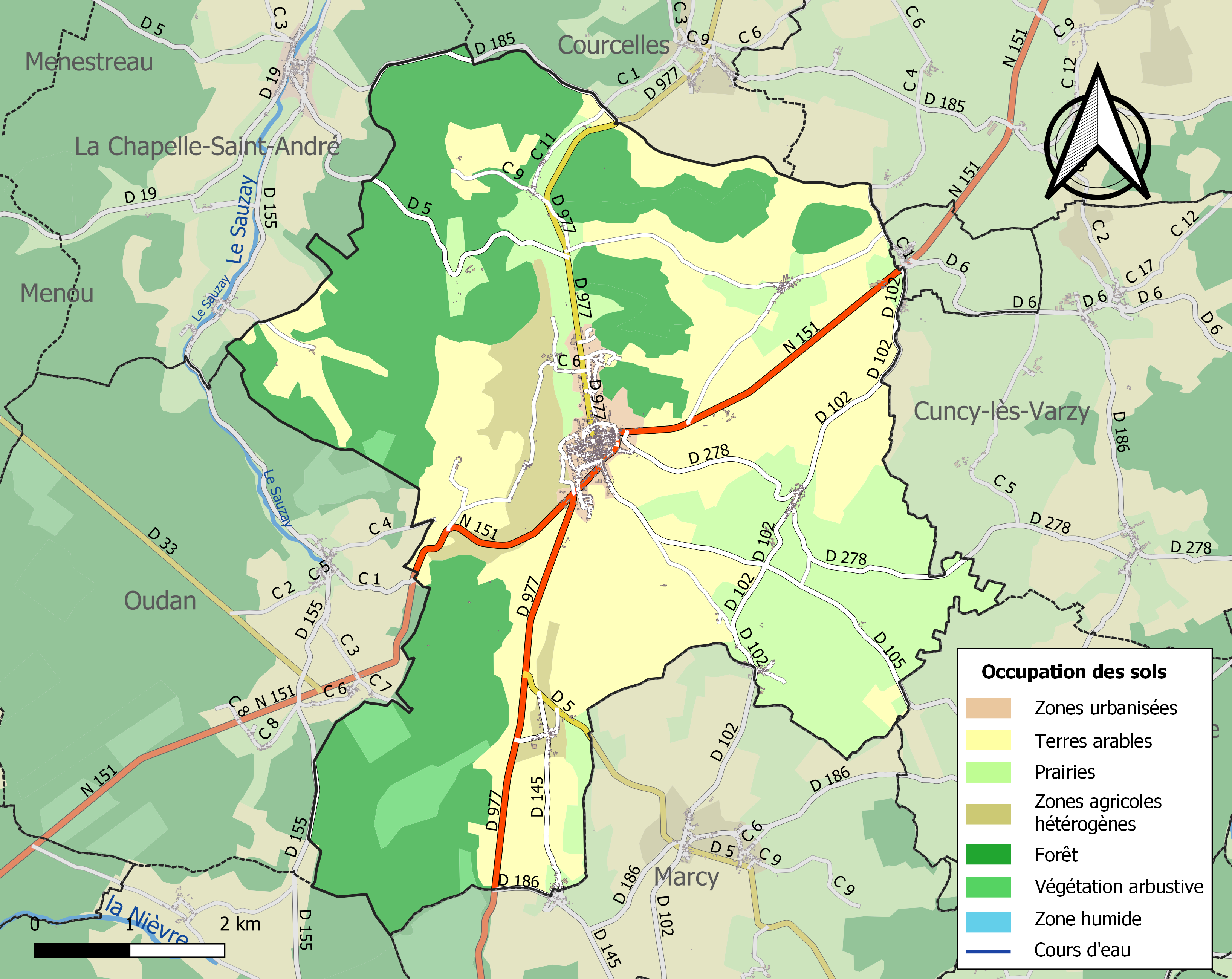
Carte des infrastructures et de l'occupation des sols de la commune en 2018 (CLC).

## Toponymie
On relève les formes suivantes du nom de Varzy : Varciacus (Ve siècle), Varziacus (VIe siècle), Villa Varciaco (IXe siècle), Varziaci castrum (1087-1114), Varziacum (1126), Warziacum (1184), Varzy (1196), Castellum Varziaci (1266), Varzi (1271) et Varcy (1507).
Le nom de la commune est basé sur le nom d’homme latin Varicius avec le suffixe -acum.

## Histoire

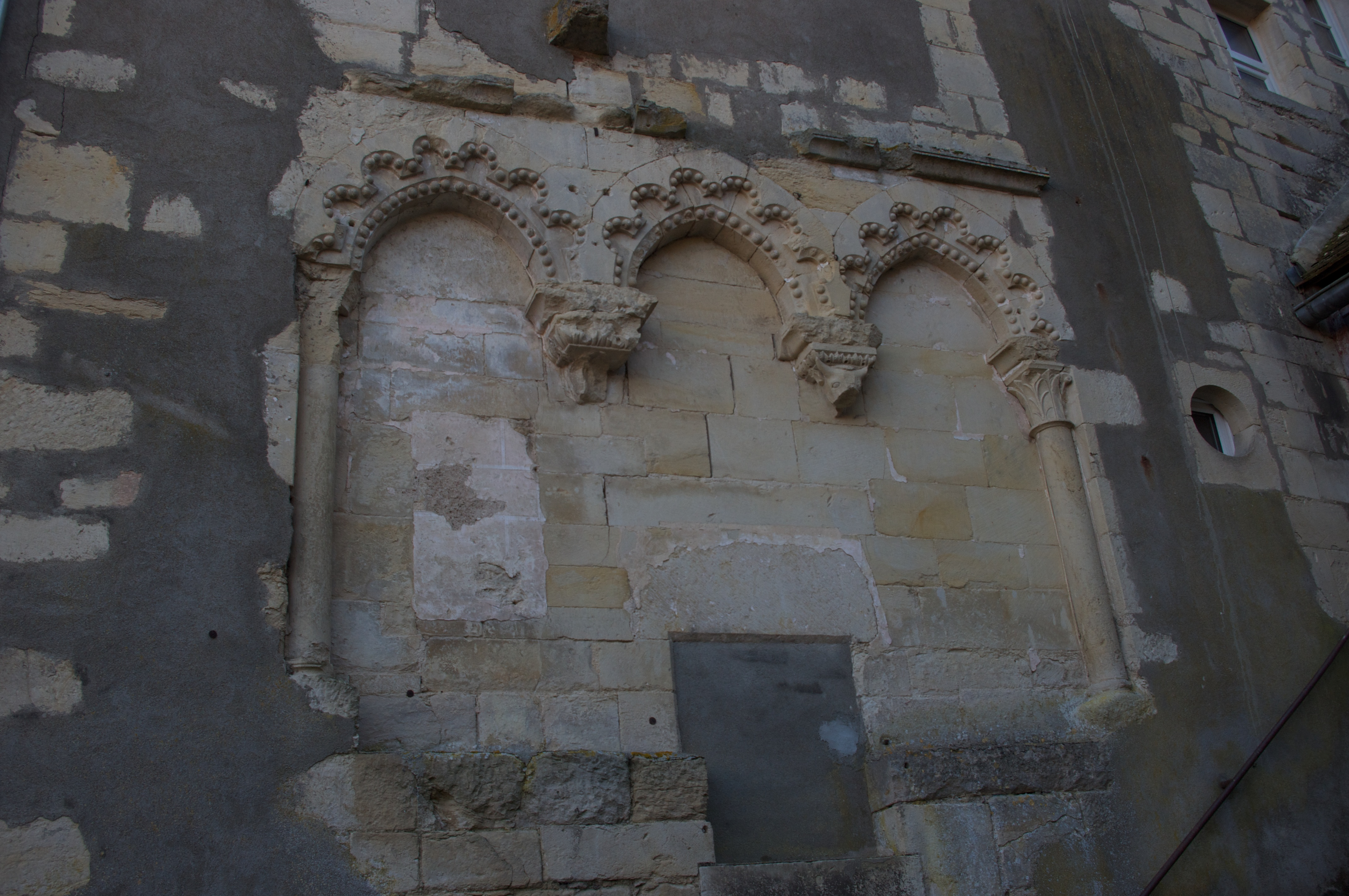
Vestiges de l'église Sainte-Eugénie.

### Mont Châtelet: Préhistoire et Protohistoire, période gallo-romaine
Le mont Châtelet a été occupé par intermittences depuis le Néolithique jusqu'au haut Moyen Âge. Pour la période la plus ancienne, trois éclats de silex atypiques y ont été trouvés ainsi que divers éclats de silex. Le mont Châtelet était fortifié avec une levée interne, probablement à l'époque gallo-romaine. Après quoi le site est abandonné jusqu'au XIIe siècle.
Le mont Châtelet est un site archéologique répertorié à l'INPN, en particulier pour ses vestiges du Moyen Âge.

### Haut Moyen Âge
Dès le début du Moyen Âge, Varzy appartenait aux évêques d'Auxerre.
C'était un lieu de pèlerinage à sainte Eugénie d'Alexandrie († IIIe s.) et saint Regnobert de Bayeux († VIIe s.), et une étape sur le chemin de Compostelle (Via Lemovicensis).
Des sarcophages mérovingiens ont été trouvés en 1972 à l'occasion de travaux de la voirie sur la place du Marché et dans les rues voisines côté est, à l'emplacement de l'ancien cimetière de Saint-Pierre.
L'église collégiale dédiée à sainte Eugénie, disparue au temps de la Révolution, existait depuis le Ve siècle. Elle est citée comme « la plus ancienne de toutes (dans le diocèse au moins) hormis celle de Notre-Dame-de-la-Cité ». Le flot de pèlerins y est important. 
En 596 le règlement de saint Aunaire, 18e évêque d'Auxerre (572-605), inclut Varzy (Varziacum) dans les trente principales paroisses du diocèse. 
Sous le pontificat de Jean X (914–928), l'évêque Gaudry (év. 918–933) effectue un voyage à Rome, d'où il ramène en présents du pape des reliques de saint Laurent et sainte Eugénie. Ce voyage date probablement du début de l'année 923 car ces reliques sont solennellement déposées dans la cathédrale Saint-Étienne le 8 mai 923. Gaudry les répartit ensuite entre la cathédrale, l'abbatiale de Saint-Germain et l'église Sainte-Eugénie de Varzy qui a la plus grosse part – due à l'affection de cet évêque pour les religieux de Varzy.
L'église menaçant ruine, Gaudry la fait entièrement rebâtir jusqu'aux fondations, l'enrichit de vitraux et de plafonds peints et y ajoute quelques autels pourvus de reliques, des livres, ornements, du linge et des cloches. Il fait aussi construire à proximité de l'église un logement pour ses successeurs, à l'emplacement du futur château de Varzy. Enfin, il trouve deux autres églises tombant en ruines : Saint-Pierre et Saint-Saturnin, et les fait entièrement réparer toutes deux.
Moins de un siècle après, Sainte-Eugénie est de nouveau très délabrée : les prêtres n'osent plus y faire office. Hugues de Chalon (év. 999-1039) la fait réparer et embellir, et y fonde un chapitre de dix chanoines.
Vers la fin de l'épiscopat de Hugues de Chalon ou peu après, le seigneur de Saint-Vérain s'empare de Varzy, rançonne les habitants et garde la ville pendant sept ans. Pour prévenir contre de telles attaques, l'évêché fait fortifier Varzy avec des murs (pas de tours à cette première fortification). Mais l'histoire se répète avec Geoffroy III de Donzy en 1085. Humbaud (év. 1087-1114) excommunie ce dernier, qui esquive cette infortune en partant en croisade en Palestine ; il ne rend la ville qu'à son retour 20 ans après.

### Moyen-Âge

#### XIIesiècle
Dès son entrée en fonction en 1152, Alain de Larrivour (év. 1152-1167) rencontre des difficultés avec le comte d'Auxerre Guillaume III ; ce dernier refuse de faire son hommage au nouvel évêque ; certains gentilshommes l'imitent et abusent du désordre ambiant. Par chance le pape Alexandre III (1159-1181), en visite en France, réside à Sens. Alain profite d'une visite de Louis VII à Alexandre III pour présenter sa plainte aux deux personnages en même temps. Le pape charge Hugues de Toucy, archevêque de Sens, de régler l'affaire avec Guillaume III. Il ne faut pas moins de trois convocations du comte devant l'archevêque, les talents de persuasion de Geoffroy évêque de Langres et ceux des abbés de Saint-Germain d'Auxerre et de Pontigny, pour qu'en 1157 Guillaume III enfin, et les gentilshommes de moindre rang à sa suite, fassent leur hommage à l'évêque.
Par ailleurs Alain de Larrivour rencontre aussi des difficultés avec le fils de Guillaume III : Guillaume IV, en guerre contre le comte de Joigny et le comte de Sancerre, prend Varzy pour favoriser son entreprise belliqueuse et les terres en sont ravagées, tant celles des religieux que des laïcs. Le jugement du roi pour la restitution par Guillaume IV de Varzy à l'évêché est daté de 1164.
Avant la fin de ce XIIe siècle Varzy est une fois de plus menacé. Hugues de Noyers (év. 1183-1206) fait rapidement réparer les murs de la ville et y fait ajouter de grosses tours et de profonds fossés. Il fait également bâtir le château épiscopal, à moins de 100 m au sud de l'église Sainte-Eugénie.

#### XIIIesiècle
En 1202, Varzy est touché par une mesure de Hugues de Noyers concernant toutes les propriétés de l'évêché : il multiplie par quatre le revenu pour l'évêché en supprimant plusieurs obligations levées jusque-là sur les paysans, nommément le droit de mainmorte, la taille de mars – qui représentait 5 sols par foyer –, et le droit de fourche et de râteau ; et en instaurant à la place une nouvelle levée : pour chaque dizaine de gerbes de grains, une gerbe va à l'évêché.
Guillaume de Seignelay (évêque d'Auxerre 1207-1220), pourtant assez peu porté aux dépenses élevées, rachète pour une grosse somme l'hommage lige de tout ce que Guillaume de Chamlemi possède à Varzy, afin d'éviter une source potentielle d'ennuis si Chamlemi vend ces droits aux comtes d'Auxerre. En 1219 les religieux de l'Hôtel-Dieu de Varzy, qui viennent de la maison de Saint-Bernard du Montjou, reconnaissent l'évêque d'Auxerre comme leur supérieur et son droit à nommer le maître de l'Hôtel-Dieu, à charge de le choisir dans l'une des communautés de leur Ordre : les chanoines réguliers de saint Augustin.
L'évêché d'Auxerre fonde au début du XIIIe siècle, à 3 km du bourg de Varzy, l'ancienne léproserie de Vaumorin, dont la chapelle Saint-Lazare est le dernier vestige.[réf. souhaitée] Un moulin est construit sur le mont Châtelet « au Moyen-Âge ». Comme il n'y a pas de cours d'eau sur le mont Châtelet il s'agit donc d'un moulin à vent, une technologie arrivée en France au XIIe siècle et qui s'est généralisée au XIIIe siècle.
Le successeur de Guillaume de Seignelay, Henri de Villeneuve (év. 1220-1234), suit ses traces pour ce qui est de se prémunir contre les abus possibles des comtes d'Auxerre : un tiers des dîmes de Varzy étant aliéné à Simon de Chaletai, il le lui rachète pour 60 livres et un marc d'argent à la femme de Chatelai, afin d'avoir la dîme entière. Mais il n'est pas homme de guerre et sa douceur ne protège pas Varzy des incursions destructrices. Reynaud III de Saint-Vérain sire d'Asnois, aussi appelé Renaud Rongefer, enlève des vassaux avec leurs affaires (vraisemblablement pour les installer sur ses propres terres) ; il emprisonne le concierge des maisons épiscopales de Varzy pour une longue durée ; il force et saccage le château de Varzy, causant pour plus de 500 livres de dégâts. Ensuite, Gaucher de Joigny fait construire à portée de main une place forte appelée Bequerel, depuis laquelle ses troupes harassent les habitants alentour. Henri de Villeneuve porte plainte à ce sujet auprès du bailliage de Villeneuve-le-Roi, qui ordonne en 1225 de raser le fort,. Mais la tour n'est complètement rasée qu'en 1364 sous l'évêque d'Auxerre Pierre Aymon (1362-1373) ; il est possible qu'elle ait été partiellement rasée à la suite de l'action d'Henri de Villeneuve, puis reconstruite lors de la guerre de Cent Ans.

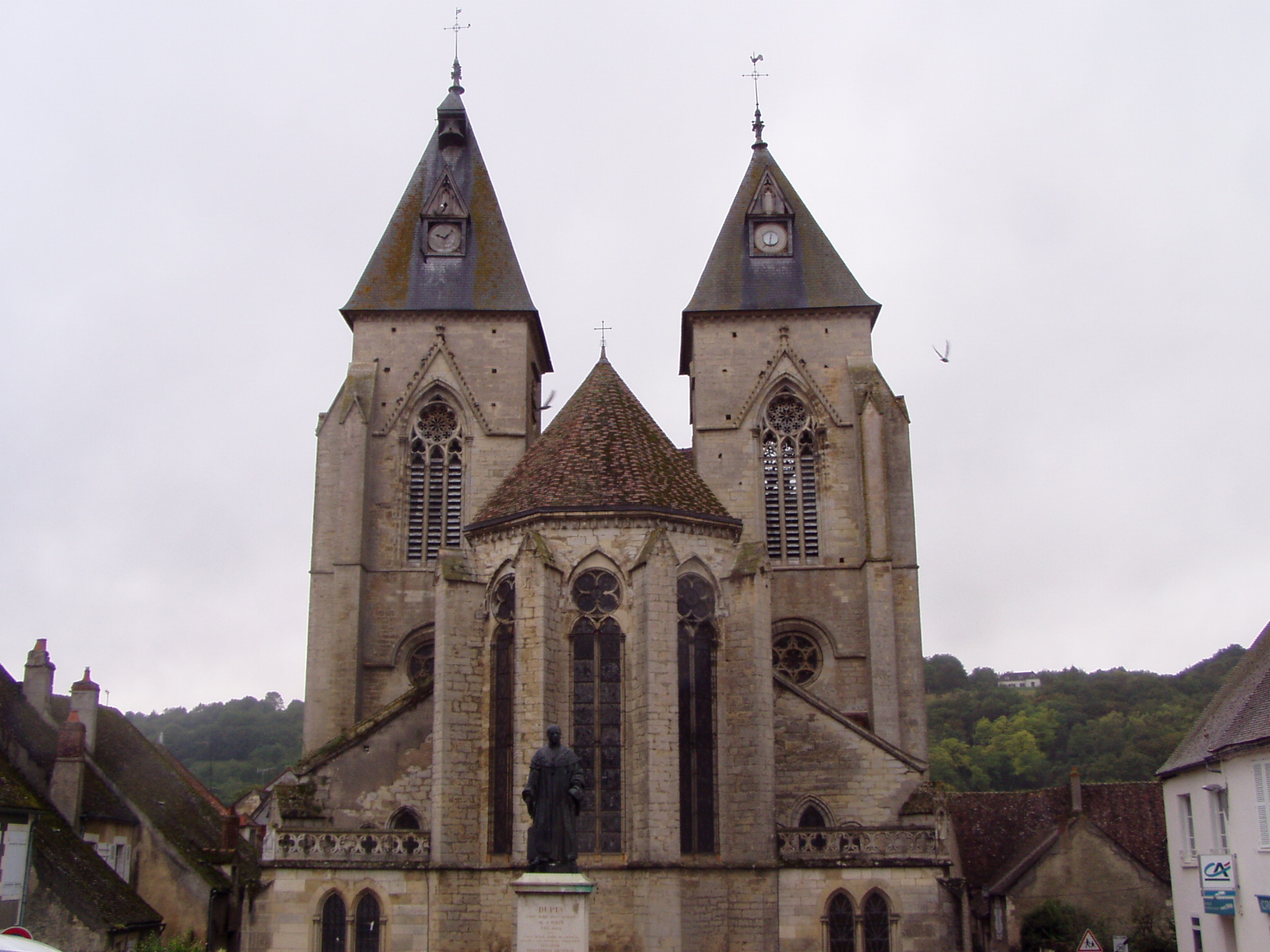
L'église Saint-Pierre.

L'église paroissiale Saint-Pierre a été construite de 1230 à 1280. Elle est alors de style gothique, mais ses deux tours ont une disposition typiquement romane.
En 1239, Bernard de Sully (év. 1234-1244 ; fils cadet de Gilon II) achète sur Varzy la mouvance de terres et de vignes appartenant à Odon seigneur de Châtillon-en-Bazois, et les attache à la terre de Varzy.
Guy de Mello (év. 1247-1269) réunit le bourg de Conches près de Varzy à la terre épiscopale de Varzy. Il fait aussi rebâtir les salles et le reste du château épiscopal de Varzy, détruit dans un incendie. Il fait réparer les murs, le long desquels il fait construire des logements.
Le baron de Saint-Vérain Reynaud Rongefer fait une nouvelle tentative d'aliénation des biens ecclésiastiques sous Guy de Mello. Profitant de l'absence du roi et des principaux parents de l'évêque, Rongefer fait fortifier et élever sa maison de Saint-Pierre-du-Mont, qui est pourtant déjà protégée du fait de sa situation en haut du mont - et qui se tient à seulement 6,5 km au nord-est de Varzy sur la route de Clamecy. Guy de Mello est de plus informé que Rongefer a pour habitude de tyranniser les habitants de Varzy et qu'il a déjà tenté un coup de force sous Henri de Villeneuve. L'évêque fait donc signifier au baron qu'il doit démolir tout ce qu'il a construit ; la coutume ne permet pas de bâtir un château dans la châtellenie d'un autre seigneur supérieur et reconnu comme tel, sans sa permission. Rongefer n'obéissant pas, Mello fait appel au bras séculier, vient assiéger la maison, la prend en quelques jours et rase toutes les fortifications, tant anciennes que nouvelles. Subséquemment, Rongefer tente, apparemment à plusieurs reprises, d'assassiner l'évêque mais ne réussit pas à atteindre Guy de Mello.

#### XIVesiècle
Début XIVe siècle, Varzy est le siège d'un des quatre archiprêtrés du diocèse d'Auxerre avec ceux d'Auxerre, de (la) Puisaye (cf. Puisaye et St-Sauveur) et de Saint-Bry. Jusqu'à Pierre de Grez ces archiprêtrés sont assurés par le biais de commissions ; à la fin de juin 1314 et à la suite de l'approbation du chapitre donnée en 1313, Pierre de Grez rend la charge perpétuelle afin que les archiprêtres soient plus attentifs à leur office. Ceux de Varzy et de Saint-Bris sont toutefois moins riches que ceux d'Auxerre et de Puisaye, car lorsque Jean XXII ordonne qu'un subside particulier soit pris sur les cures du diocèse d'Auxerre, aux deux premiers archiprêtrés il est demandé seulement six livres, pour huit livres que doivent fournir les deux derniers.
1358 : les Anglais ravagent - entre autres - la Bourgogne. Plus précisément, il s'agit de Robert Knolles, audacieux capitaine qui investit Malicorne à la fin de 1358, une place forte d'où même les 2 000 hommes d'Arnaud de Cervole ne peuvent le déloger. Faisant de ce lieu son quartier général, il pille la région et, après une première tentative manquée en janvier 1359, prend et met Auxerre à sac le 10 mars suivant. Varzy, comme chaque ville alentour, pense à sa sécurité – avec raison car les 67 km qui séparent Varzy de Malicorne sont un piètre obstacle pour Knolles qui n'hésite pas à trotter plus de 200 km depuis sa base jusqu'en Allier prendre Cusset et assiéger Saint-Pourçain. Des bruits courent que les Anglais veulent fortifier le château d'Hodan tout proche, propriété de l'évêché, pour s'emparer de Varzy ; pas d'hésitation : le château d'Hodan est rasé, bien qu'il ait été récemment embelli et agrandi par quelques évêques d'Auxerre.

#### XVesiècle
Pierre de Longueil (év. 1449-1473) affectionne particulièrement Varzy où il fait de longs séjours, notamment vers la fin de sa vie - peut-être à cause des troubles dans l'Auxerrois dus au conflit entre le roi Valois (protecteur du comte de Nevers Jean) et son cousin de Bourgogne (aussi comte d'Auxerre). Il y est mort le 16 février 1473 à 10 heures du matin. Il a probablement été enterré dans l'église Sainte-Eugénie de Varzy comme il l'avait demandé, avant que sa sépulture soit transportée à la cathédrale Saint-Étienne d'Auxerre.

### Temps modernes

#### XVIesiècle
En 1525, un violent incendie détruit en partie Varzy. Sur les 700 à 800 maisons que compte la ville, seules en subsistent une vingtaine.
Robert de Lenoncourt, évêque d'Auxerre de 1556 à 1560, passe un accord avec les héritiers de son prédécesseur François II de Dinteville, afin que la construction du portail du château de Varzy, commencée par François II de Dinteville, soit achevée aux frais de la succession Dinteville. Lenoncourt fait un long séjour dans le château de Varzy. Sous son épiscopat une partie des troupes du maréchal de Brissac est cantonnée à Varzy, malgré ses instantes demandes et celles de la population que cette charge leur soit épargnée.
En 1587, les princes calvinistes envoient des troupes au secours du roi de Navarre ; les troupes du duc de Guise et du duc de Mayenne harcèlent celles-ci jusque sous les murs de Varzy. Trois ans plus tard en 1590, les protestants de Sancerre prennent Varzy et mettent la ville à sac.

#### XVIIesiècle
Pierre de Broc, évêque d'Auxerre 1640-1671, accomplit ce que François de Dinteville (év. 1513-1530) n'a pu réaliser malgré son souhait : il désunit de la mense du chapitre de l'église Sainte-Eugénie de Varzy les cures de l'église Saint-Pierre de Varzy, de Saint-Père du Mont et de Brugnon, et diminue le nombre de chanoines de Sainte-Eugénie. La première mention connue de Saint-Père du Mont est d'ailleurs son apparition comme source de revenus dans les comptes du chapitre de Varzy en 1176.
La paroissiale Saint-Pierre possédait depuis 1792 le trésor et les reliques de la collégiale Sainte-Eugénie. En 2002, le trésor et les reliques ont été volés puis retrouvés et installés dans un petit local fermé, protégé par de solides barreaux.

## Politique et administration

### Liste des maires
| Période                                  | Période   | Identité            | Étiquette | Qualité                                                     |
| ---------------------------------------- | --------- | ------------------- | --------- | ----------------------------------------------------------- |
| mars 2014                                | En cours  | Gilles Noël         | PS-DVG    | Cadre territorial, Président des maires ruraux de la Nièvre |
| mars 2008                                | mars 2014 | Lucien Larivé       | PS        | Conseiller général                                          |
| 1996                                     | mars 2008 | Anne-Marie Drougard | UMP       |                                                             |
| 1977                                     | 1996      | Georges Marchand    |           | Instituteur                                                 |
| Les données manquantes sont à compléter. |           |                     |           |                                                             |

## Démographie
L'évolution du nombre d'habitants est connue à travers les recensements de la population effectués dans la commune depuis 1793. Pour les communes de moins de 10 000 habitants, une enquête de recensement portant sur toute la population est réalisée tous les cinq ans, les populations de référence des années intermédiaires étant quant à elles estimées par interpolation ou extrapolation. Pour la commune, le premier recensement exhaustif entrant dans le cadre du nouveau dispositif a été réalisé en 2005.

En 2022, la commune comptait 1 066 habitants, en évolution de −12,55 % par rapport à 2016 (Nièvre : −3,28 %, France hors Mayotte : +2,11 %).
| 1793  | 1800  | 1806  | 1821  | 1831  | 1836  | 1841  | 1846  | 1851  |
| ----- | ----- | ----- | ----- | ----- | ----- | ----- | ----- | ----- |
| 2 500 | 2 042 | 2 114 | 2 711 | 2 909 | 2 737 | 3 132 | 3 333 | 3 277 |

| 1856  | 1861  | 1866  | 1872  | 1876  | 1881  | 1886  | 1891  | 1896  |
| ----- | ----- | ----- | ----- | ----- | ----- | ----- | ----- | ----- |
| 3 020 | 3 689 | 3 074 | 2 988 | 2 928 | 2 941 | 2 884 | 2 668 | 2 615 |

| 1901  | 1906  | 1911  | 1921  | 1926  | 1931  | 1936  | 1946  | 1954  |
| ----- | ----- | ----- | ----- | ----- | ----- | ----- | ----- | ----- |
| 2 585 | 2 318 | 2 171 | 1 862 | 1 884 | 1 786 | 1 614 | 1 542 | 1 665 |

| 1962  | 1968  | 1975  | 1982  | 1990  | 1999  | 2005  | 2006  | 2010  |
| ----- | ----- | ----- | ----- | ----- | ----- | ----- | ----- | ----- |
| 1 465 | 1 495 | 1 459 | 1 475 | 1 455 | 1 303 | 1 359 | 1 358 | 1 314 |

| 2015  | 2020  | 2022  | - | - | - | - | - | - |
| ----- | ----- | ----- | - | - | - | - | - | - |
| 1 227 | 1 053 | 1 066 | - | - | - | - | - | - |

## Culture locale et patrimoine

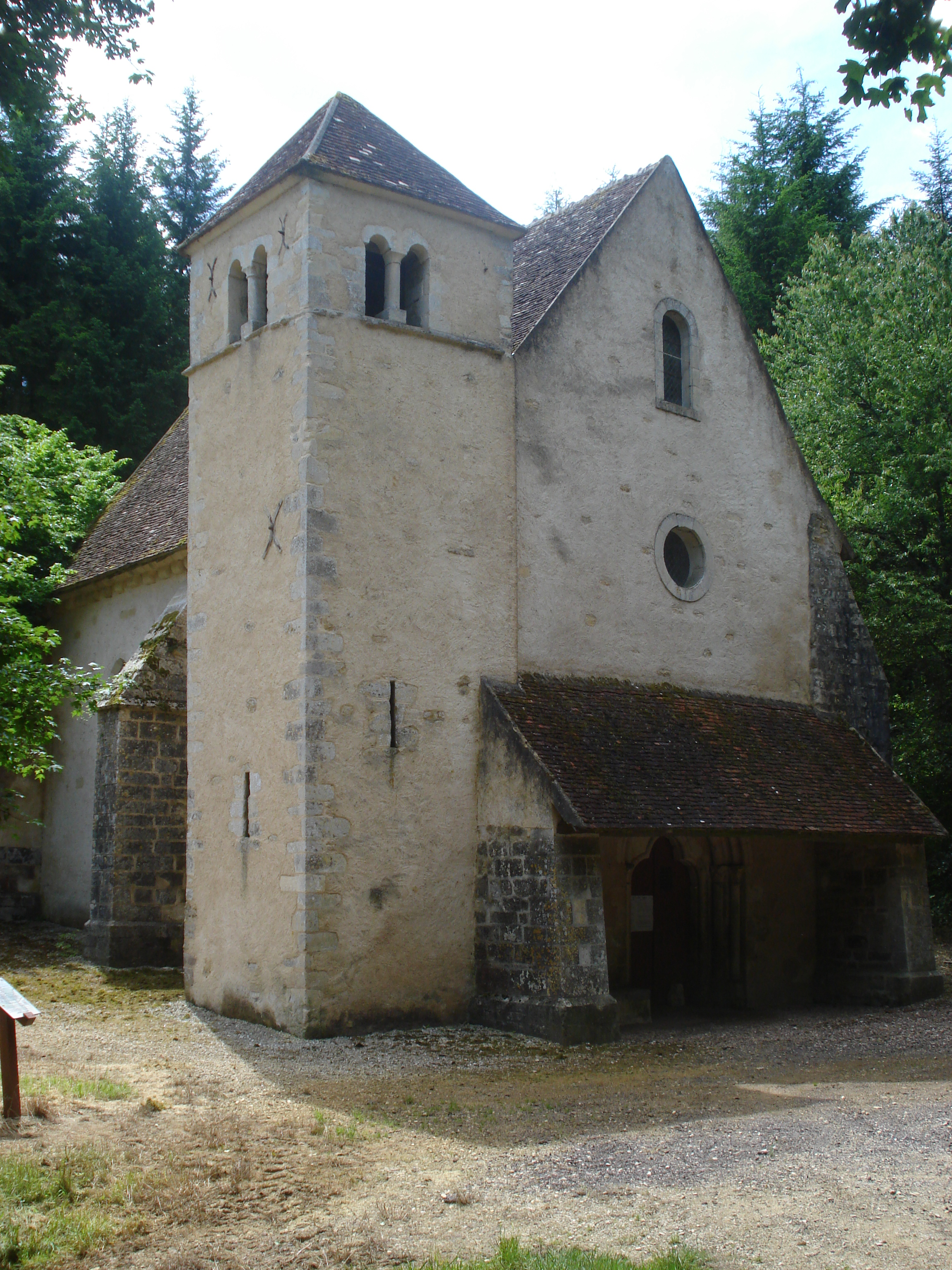
La chapelle Saint-Lazare.

Varzy est labellisée "Cité de Caractère de Bourgogne-Franche-Comté".

### Lieux et monuments notables
Édifices religieux
- L’église Saint-Pierre, du XIIIe siècle, est classée monument historique en 1862[36]. C'est un édifice caractéristique de l'art gothique rayonnant, avec deux clochers, une nef à trois étages et six travées. On y trouve une grille monumentale de 1730, des triptyques du XVIe siècle (Passion du Christ), et du XVIIe siècle (Vie et martyre de Saint-Pierre). Elle est ouverte tous les jours[37].
- La chapelle Saint-Lazare, du début XIIIe siècle, est inscrite aux monuments historiques en 1931[38].
- La collégiale Sainte-Eugénie de Varzy, église fondée au siècle de saint Germain d'Auxerre (418-449), est reconstruite au Xe siècle[Leb. 1] et détruite en grande partie sous la Révolution. Les reliques de la sainte et les trésors de la collégiale sont volés en 2002[39], puis retrouvés et mis en sécurité en 1975[40].

Édifices civils
- Le château de Varzy, des évêques d'Auxerre, devient propriété municipale en 2008. Il est depuis lors consacré à la culture, aux festivités et, offrant 48 places d'hébergement, est ouvert à la location pour les fêtes de famille, les mariages... Il est inscrit aux monuments historiques en 1946 et ouvert à la visite lors des Journées européennes du patrimoine[41].
- Un lavoir à double pans, qui joue le rôle de lavoir, d’abreuvoir et de pédiluve[42].
- Le musée Auguste Grasset[43].
- Un puits couvert public du XVIIIe siècle sur la route de Clamecy à Varzy[44], inscrit monument historique en 1946[45].

Autres
- Varzy compte trois cités scolaires rassemblant plus de 600 élèves, âgés de 2 à 20 ans - maternelle et élémentaire, collège-lycée professionnel public, lycée privé. Deux enseignements supérieurs y sont dispensés - ferronnerie d'art et services en milieu rural. Le centre bourg accueille des services publics et parapublics en nombre - gendarmerie, maison de retraite, vesti-boutique de la Croix Rouge, bibliothèque municipale, Service d'Aide et d'Accompagnement à Domicile, maison des services avec l'Espace socio-culturel, la maison de santé, l'antenne de l'intercommunalité et les Restos du Cœur. Des commerçants - alimentaires, pharmacie, tatoueur-manucure, esthéticienne, bars et/ou tabac, fleuriste, supermarché de 900 m2, professions libérales - huissier et notaire et artisans - chauffagiste, électricien, garagistes dont moto, dont pare-brises, façonnage de bois de chauffe, maçons et/ou couvreurs, etc. Deux banques, dont une avec un DAB + une agence postale complètent le panorama du centre ville qui accueille un marché hebdomadaire et une boutique en ligne de produits locaux (initiative intercommunale).

Le projet du cyclorail de Varzy à Clamecy (31 km aller-retour) ; arrêt au lieu-dit Moulot a fonctionné jusqu'au début des années 2010

### Société historique
- Les Amis du vieux Varzy, société ayant pour objet la promotion du passé historique et archéologique de la région de Varzy, la sauvegarde de son patrimoine historique et artistique ; depuis 1986, cette association diffuse chaque année un bulletin de liaison[47].

Vues du vieux Varzy
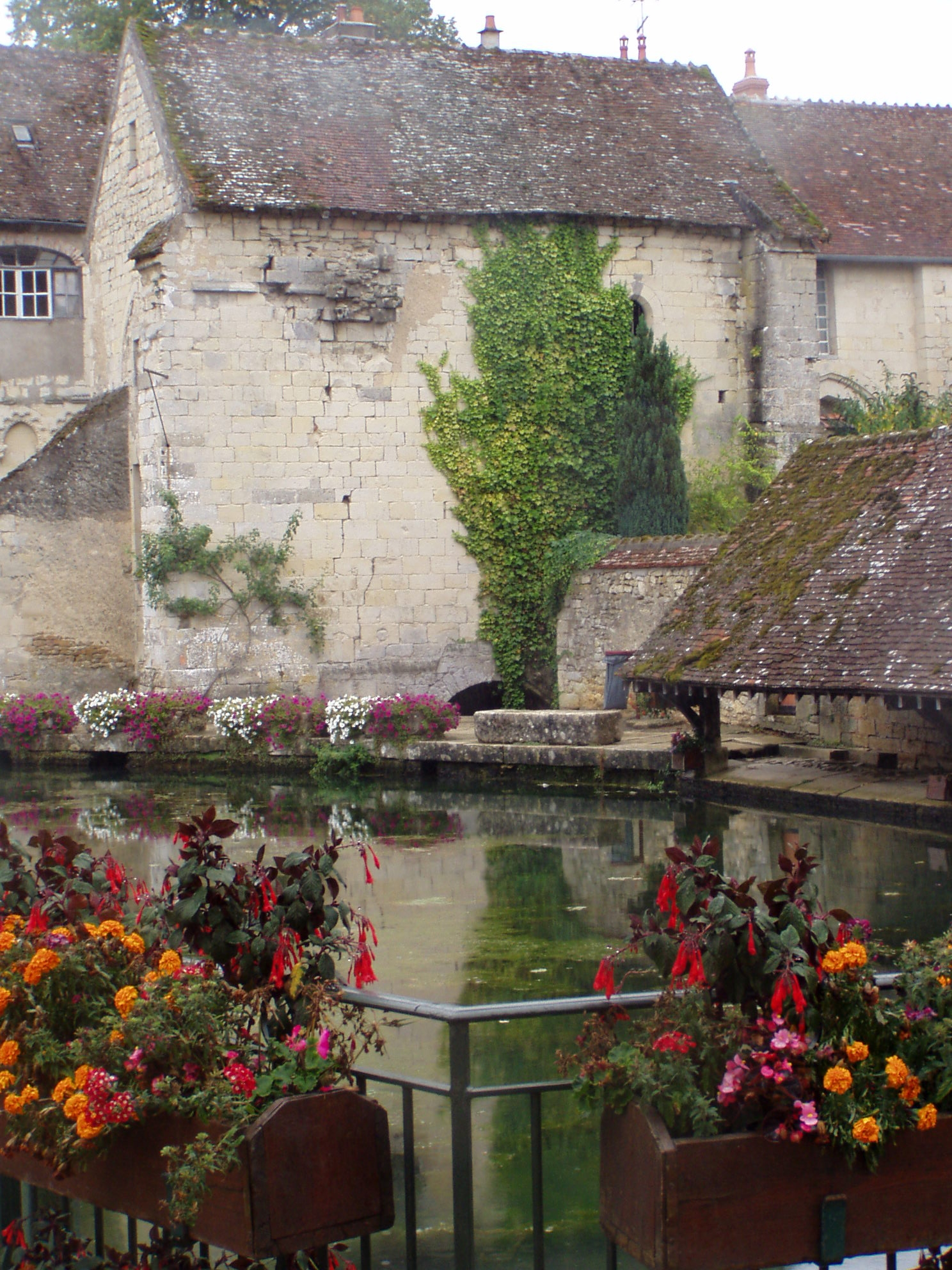
Le lavoir à double pans sur le ruisseau de Cœurs.
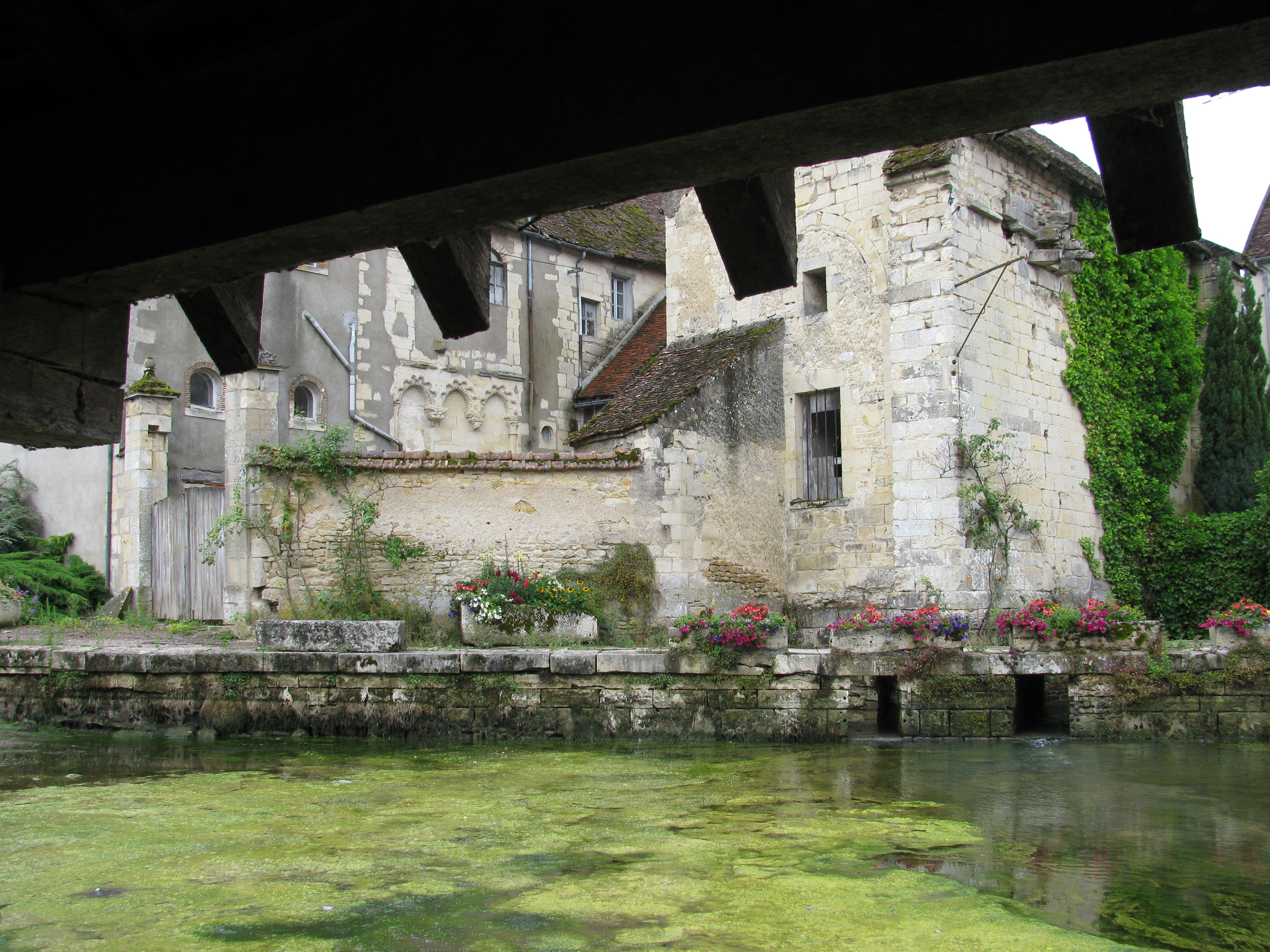
Vestiges de l'église Sainte-Eugénie.
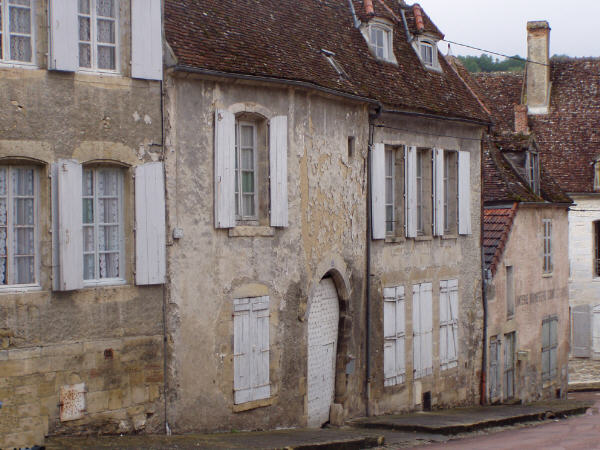

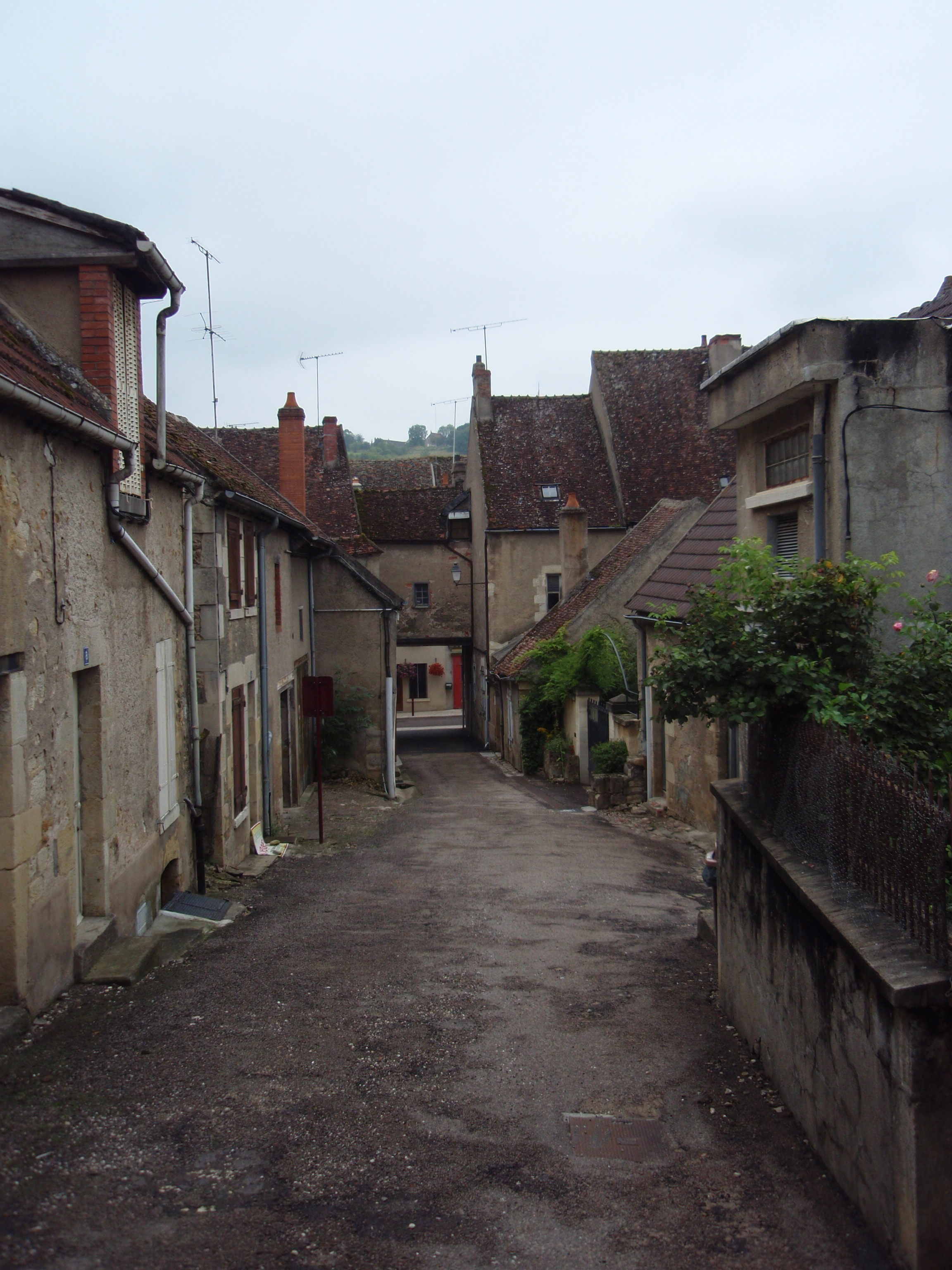
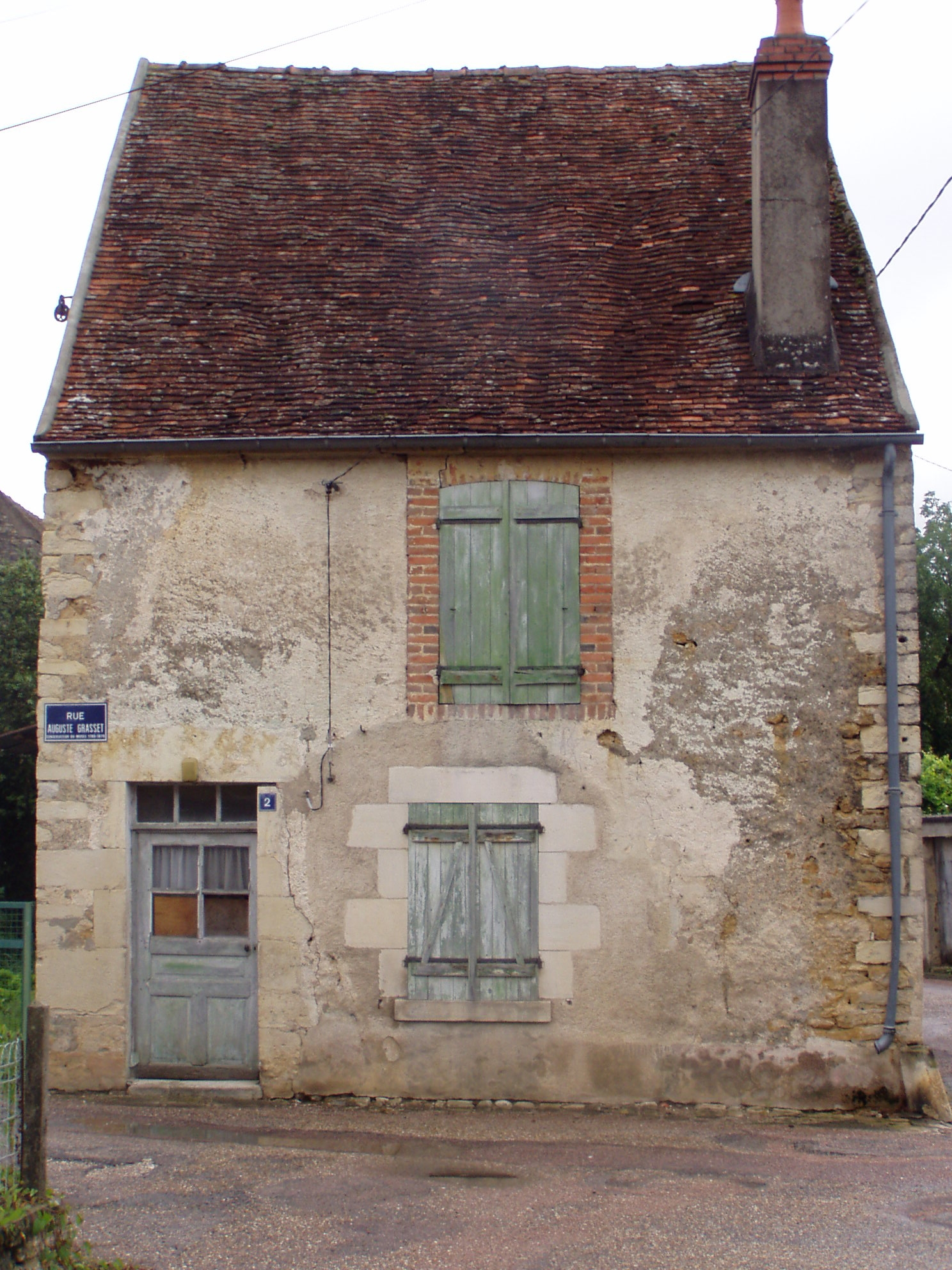
Rue Auguste-Grasset.
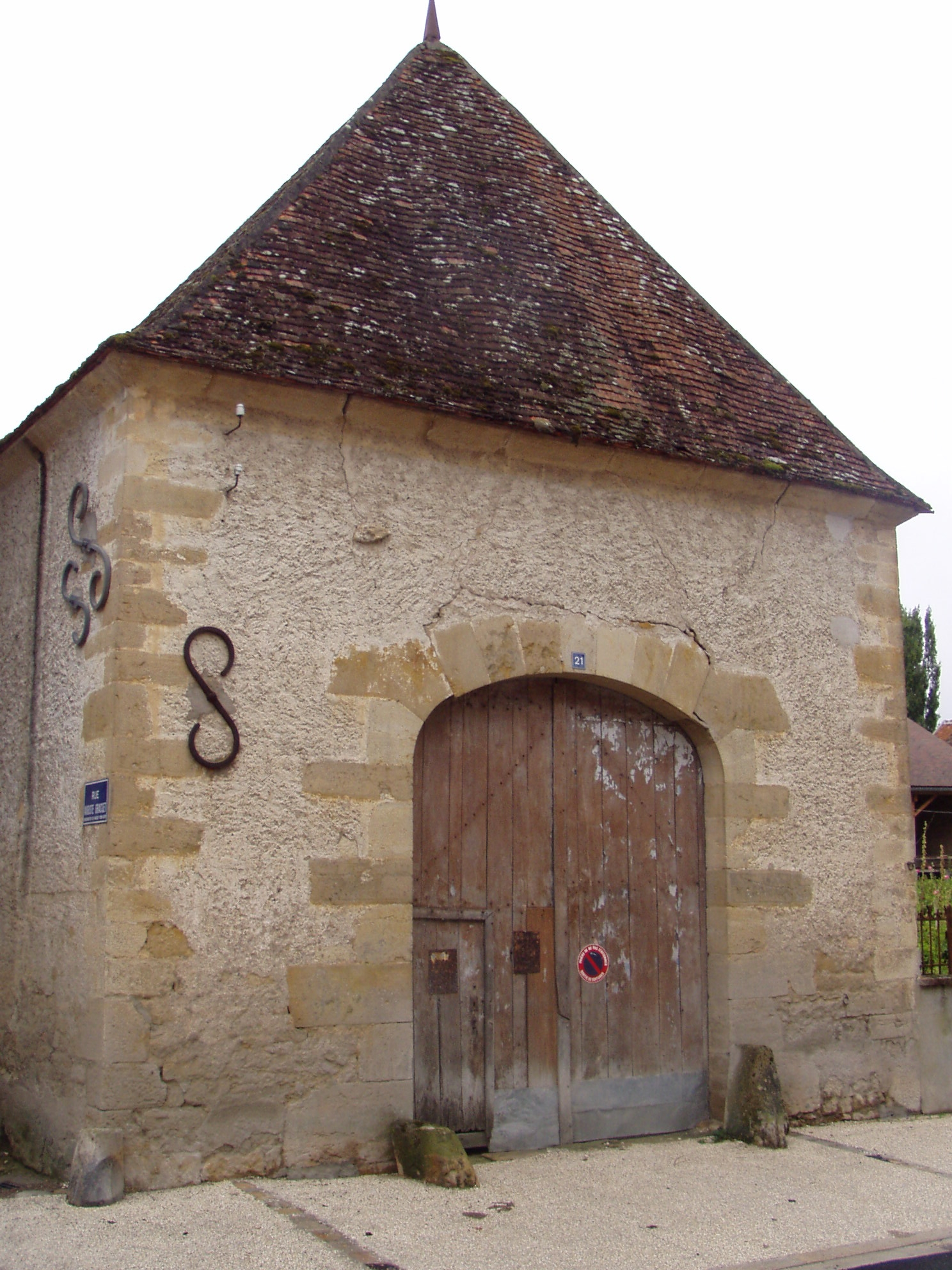
Rue Saint-Jean.
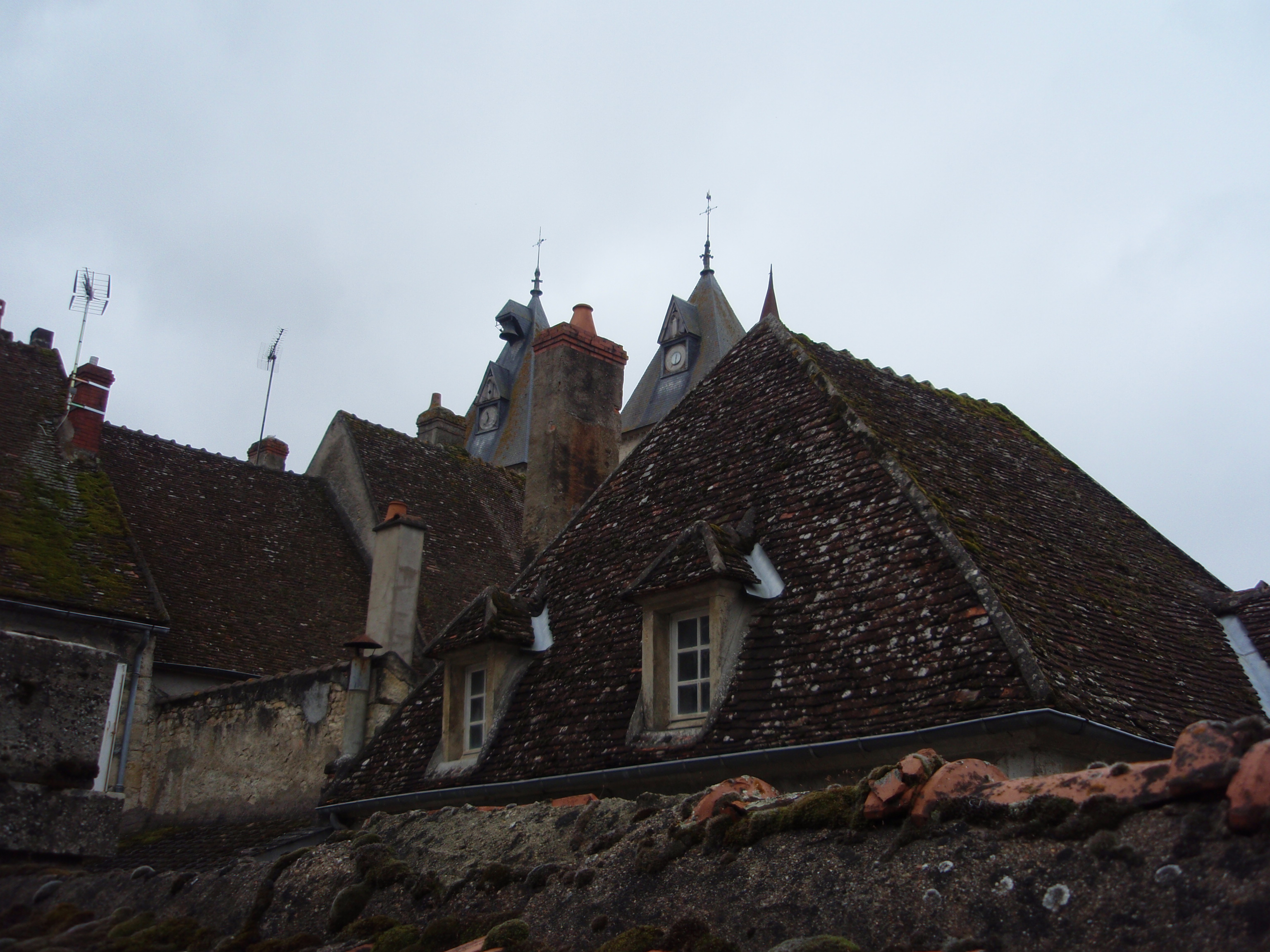

### Personnalités liées à la commune
- Geoffroy de Champallement, évêque d'Auxerre (1052-1076), mort à Varzy[48].
- Pierre de Longueil (1398-1473), évêque d'Auxerre (1449-1473), mort à Varzy[Leb. 18].
- Nicolas Colbert, évêque d'Auxerre (1672-1676), mort à Varzy[Leb. 21].
- La famille Dupin, qui a donné à la France de nombreux magistrats, administrateurs, hommes politiques et hommes de science sous l'Ancien Régime et au XIXe siècle, était originaire de Donzy et de Varzy, dont : 
  - André Dupin (1783-1865), avocat et homme politique français, né à Varzy,
  - Charles Dupin (1784-1873), mathématicien, ingénieur et homme politique français, né à Varzy,
  - Philippe Dupin (1795-1846), avocat et homme politique français, né à Varzy.
- Claude Alphonse Delangle (1797-1869), magistrat et homme politique, né à Varzy.

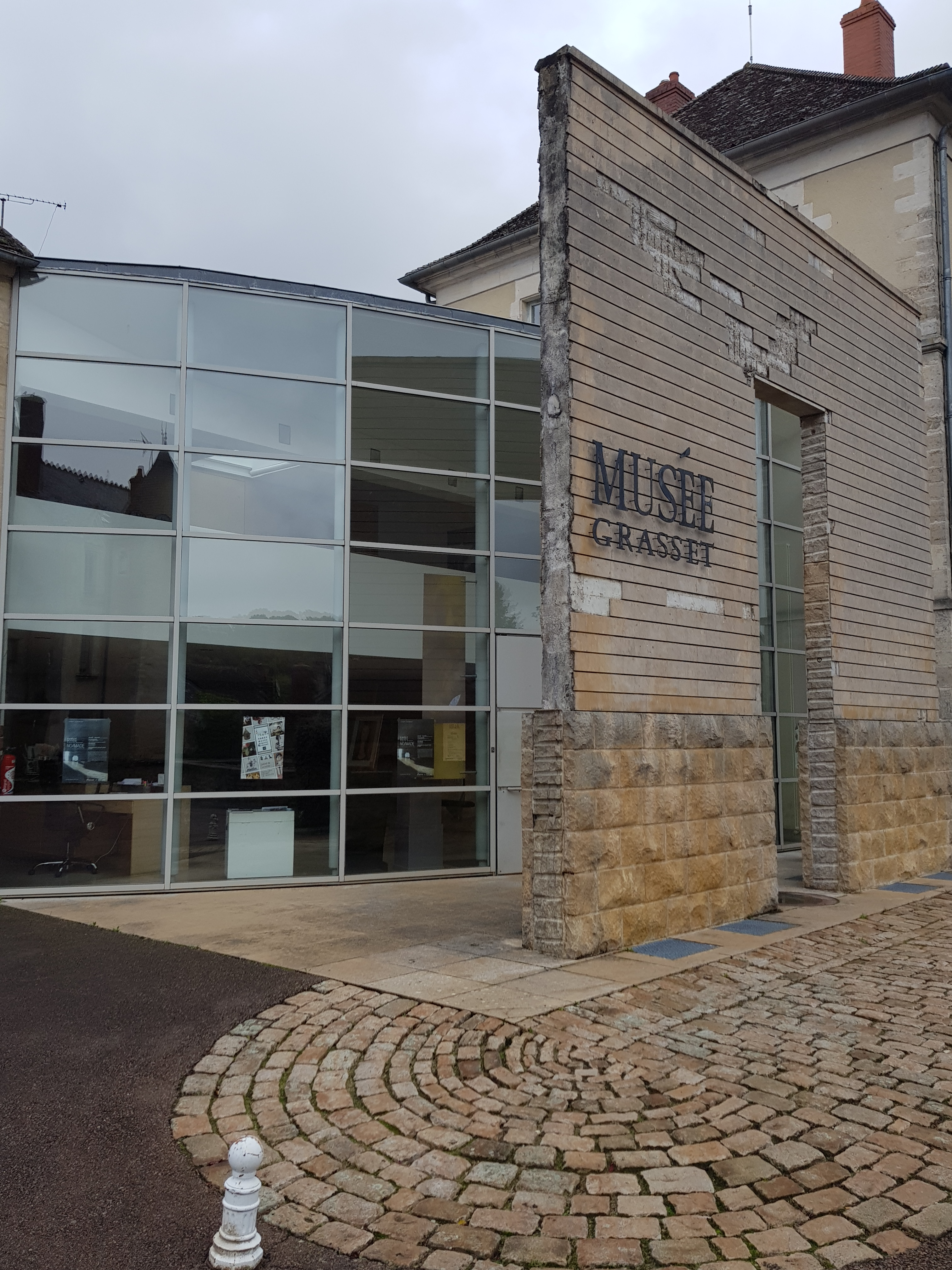
Le musée Auguste-Grasset.

- Auguste Grasset (1799-1879), conservateur du musée et de la bibliothèque, mort à Varzy.
- Louis Oppepin (1831-1915), poète, né à Varzy.
- Charles-Pierre Fieffé (1839-1909), juge de paix, nommé conservateur du musée de Varzy en 1901[49].
- Émile-André Boisseau (1842-1923), sculpteur, né à Varzy.
- Alfred Garcement (1842-1927), artiste-peintre, né et décédé à Varzy.
- Alban Chambon (né à Varzy le 13 juin 1847, mort à Bruxelles en 1928), décorateur et architecte actif à Bruxelles.
- René Lussier (1864-1939), instituteur retraité, nommé conservateur du musée  le 28 novembre 1923 et élu maire de la commune le 20 septembre 1925[50], maire de 1925 à 1939.
- Romain Baron (1898-1985), homme de lettres et écrivain, qui passa beaucoup de temps dans cette ville et écrivit quelques essais sur Varzy[51]. Une rue de la ville porte son nom.
- Paul Galleret (1902-2001), amiral, né à Varzy.
- Rex Barrat (1914-1974), artiste-peintre, né à Varzy. Le musée Auguste-Grasset détient une collection d’œuvres du peintre, dont un tableau, ayant pour sujet le village d’Oudan, récupéré in extremis au fond d’une benne à ordures de la déchetterie de la ville[52].
- Maggy Dussauchoy (1924-2012), comédienne, née à Varzy.

### Filmographie
En 1974, le film Mes petites amoureuses de Jean Eustache a été partiellement tourné à Varzy.

### Héraldique
| Blason | Blasonnement : D'azur aux deux clefs passées en sautoir, l'une d'or et l'autre d'argent, à la filière aussi d'or. Commentaires : Les clés de saint Pierre, l'une en or, symbole du pouvoir sacerdotal, l'autre en argent symbole du pouvoir temporel. |